# ريتشارد أوبنهايم
ريتشارد أوبنهايم(بالإنجليزية: Richard Oppenheim)‏ دبلوماسي بريطاني يشغل حاليًا منصب سفير المملكة المتحدة في اليمن منذ عام 2021. شغل سابقًا منصب نائب سفير المملكة المتحدة لدى المملكة العربية السعودية

## السيرة الذاتية
عمل ريتشارد في بعثة المملكة المتحدة لدى الأمم المتحدة في نيويورك قبل أن ينضم إلى وزارة الخارجية والكومنولث في عام 2002. بين عامي 2004 و 2009 تم إرساله إلى الشرق الأوسط حيث درس اللغة العربية في دمشق ثم عمل في مسقط والبصرة ثم كرئيس للقسم السياسي في بغداد (2008-09). من عام 2010 إلى عام 2016، شغل منصب رئيس المناخ والطاقة (2011-2015) والمستشار السياسي للإشراف على التعاون في السياسة الخارجية والأمنية (2015-2016) في اليابان. بين عامي 2017-2018 شغل ريتشارد منصب مبعوث الكومنولث البريطاني ممثلاً للمملكة المتحدة في مجلس محافظي أمانة الكومنولث عام 2018.
| سبقه ميخائيل آرون | سفير المملكة المتحدة لدى اليمن 2021 - | تبعه |